# Adolph Tidemand

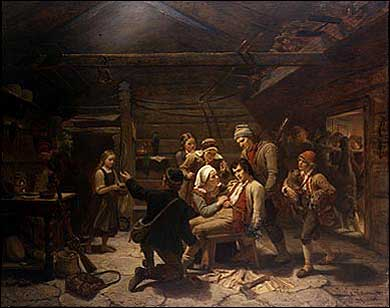
Den sårade björnjägaren, 1856

Adolph Tidemand, född 14 augusti 1814 i Mandal, död 25 augusti 1876 i Kristiania (Oslo), var en norsk målare.

## Biografi
Tidemand kom vid 17 års ålder till Köpenhamns konstakademi, studerade där i fem år, tänkte sedan utbilda sig till historiemålare i München, men valde i stället på en kamrats råd Düsseldorf till studieort och reste dit 1837. Han blev elev av Theodor Hildebrandt, men tog tidigare intryck av Carl Friedrich Lessings relativt realistiska historiemåleri. Hans första större målning behandlade ett svenskt ämne, Gustaf Vasa talar till dalkarlarna vid Mora (1841). Målningen inköptes av Rhens och Westfalens konstförening samt förskaffade Tidemand ett resestipendium från Norge och beställning på en altartavla till Vor Frelsers kirke i Kristiania.
Han reste sedan till München och Italien, återvände till Norge på ett kort besök sommaren 1842, gjorde en studieresa i fjälltrakterna för att samla material till en påtänkt fosterländsk historiemålning, men kom nu till klarhet över sitt mål. Han ville, som han själv yttrat, "skildra detta kraftiga naturfolks karaktär seder och vanor". Hans första tavla i detta syfte var Sagoberätterskan (1844, inköptes av drottning Josefina och förskaffade konstnären medlemskap av svenska konstakademien). Efter nya studieresor i Norge målade han Söndagskväll i Hardanger (köptes av Oscar I, på slottet i Kristiania) och Gudstjänst i en landskyrka (konstmuseet där). Han bosatte sig 1845 på allvar i Düsseldorf och vann snart ett namn genom de norska bondelivsbilderna. Samma år målade Tidemand i samarbete med Hans Fredrik Gude den romantiska Brudfärden i Hardanger.
Revolutionsoroligheterna hade vid denna tid drivit de norska konstnärerna hem till Norge, och det såg ut, som skulle konsten nu bli rotfäst i hemlandet. Impulsen till en nationell konst gavs, men då lugn åter inträdde, återvände konstnärerna till utlandet. Under de närmaste åren målade Tidemand för det av Oscar I uppförda lilla lustslottet Oscarshal, som pryddes av uteslutande norska konstverk, serien Norskt bondeliv (tio målningar). Hans sista arbete var förstudier till en aldrig utförd historiemålning, Kristian IV grundlägger Kristiania, beställd av Oscar II. Tidemand skapade även tre altartavlor. I samarbete med Gude målade han Afton på Kröderen (1849), Ljustring (1850), Likfärd på Sognefjorden (1853), Fiskare i fara (1859), med Sophus Jacobsen Lappar på renjakt (1873) och med Morten Müller Sinclairs landstigning i Romsdalen (1875).
Han blev av sin samtid hyllad som Norges främsta representativa konstnär. Hans betydelse ligger i att han i sin konst gav uttryck åt det nationella uppvaknandet i sitt hemland. På samma gång föreställde han det norska folket för den stora allmänheten i utlandet. I Tyskland betraktades han som en av de främsta representanter i samtidens konst. Han fick många utmärkelser såväl i Tyskland som i Paris och i England, och hans arbeten såldes till höga pris. Sina mest omtyckta målningar upprepade han med tillhjälp av flera medhjälpare gång på gång, några i ända till 12 exemplar. Många av hans arbeten är återgivna i kopparstick och litografi. L. Dietrichson utgav "Adolph Tidemand, hans liv og hans værker" (2 delar, 1878-79).

## Andra verk (urval)
- Katekesförhör i en landskyrka (1847)
- Haugianerna (1848)
- De ensamma gamla
- Utvandrarnas avsked (1851)
- Graf öl (1854)
- Den sårade björnjägaren (1856)
- Sockenbud (1860)
- Brudklädseln (1860)
- Efter tvekampen vid ett bondbröllop (1864)
- Farmors brudkrona (1865)
- Fanatikerna (1866) Nationalmuseum[9]
- Brudeslaatten (1870)
- Bröllopståg genom skogen (1872)
- Självporträtt Göteborgs konstmuseum[10]
- Före Jakten Hallwylska museet[11]

## Utmärkelser
- Riddare av Sankt Olavs orden
- Hederslegionen[6]
- Kungliga Nordstjärneorden

[Redigera Wikidata]